# جیمز دوم، پادشاه انگلستان
جیمزِ دوّم (به انگلیسی: James-II) با عناوین دوک یورک (۱۶۴۴-۸۵)، دوک آلبانی (۱۶۶۰-۸۵) و جیمز هفتم پادشاه اسکاتلند (زادهٔ ۱۴ اکتبر ۱۶۳۳ – درگذشتهٔ ۱۶ یا ۱۷ سپتامبر ۱۷۰۱) پادشاه انگلستان، اسکاتلند و ایرلند از ۱۶۸۵ تا ۱۶۸۸ بود که در پی انقلاب شکوهمند (۱۶۸۸-۸۹) از سلطنت خلع و ویلیام سوم و ماری دوم به‌جای او بر تخت نشستند. جیمز به ایرلند فرار کرد و تلاش نمود تا قدرتش را بازپس گیرد اما در نبرد بوین شکست خورد و پس از آن تا آخر عمرش در فرانسه به سر برد.

## زندگی

### سال‌های آغازین
جیمز دومین فرزند چارلز یکم و هنریتا ماریا و برادر کوچکتر چارلز دوم بود و عنوان دوک یورک را در ژانویهٔ ۱۶۴۴ دریافت نمود. او در طول جنگ‌های داخلی انگلستان به آکسفورد رفت و از اکتبر ۱۶۴۲ تا تسلیم شهر در ژوئن ۱۶۴۶ در آنجا به سر برد. جیمز سپس با حکم پارلمان به کاخ سنت جیمز منتقل شد که از آنجا در آوریل ۱۶۴۸ به هلند فرار کرده و در اوایل ۱۶۴۹ به مادرش در فرانسه پیوست. در آوریل ۱۶۵۲ جیمز وارد ارتش فرانسه شد و توانایی‌های خود را به نمایش گذاشت اما وقتی که دید برادرش چارلز دوم با اسپانیا در ۱۶۵۶ علیه فرانسه متحد شده است با بی‌میلی به او پیوست و فرماندهی جناح راست ارتش اسپانیا را در نبرد دیونز در ۱۶۵۸ برعهده گرفت.
چارلز دوم در ۱۶۶۰ توانست بار دیگر بر تخت پادشاهی انگلستان بنشیند و در این زمان عنوان دوک آلبانی به جیمز اعطا شد. جیمز سپس با عنوان لرد دریاسالار وارد نیروی دریایی شد و به سازماندهی آنجا پرداخت. او همچنین نسبت به یافتن مستعمرات جدید علاقه‌مند بود و در ۱۶۶۴ توانست نیو آمستردام را از دست هلندی‌ها خارج سازد و این موضوع سبب شد تا آنجا را به افتخار او به نیویورک تغییر نام دهند. جیمز همچنین فرماندهی ناوگان انگلستان در دومین و سومین جنگ‌های هلند و انگلستان را برعهده داشت.

### کاتولیسیسم گرایی
جیمز در سپتامبر ۱۶۶۰ با آن، دختر ارل کلارندون ازدواج کرد. او که تا پیش از ازدواج و چه پس از آن همچون برادرش به عیاشی و هرزگی معروف بود در ۱۶۶۸ یا ۶۹ خود را وقف کلیسای کاتولیک نمود هرچند با پافشاری برادرش تا ۱۶۷۶ همچنان در مراسم دینی کلیسای انگلستان شرکت می‌جست و یکی از سخنگوهای اصلی آنها به شمار می‌رفت، به‌ویژه که درباریان وابسته به کلیسای انگلستان نظرات جیمز دربارهٔ پارلمان و پادشاهی را هم‌راستا با دیدگاه‌های خود می‌دیدند. جیمز همچنین توسط برادرش چارلز قانع شد تا دخترانش ماری و آن را تحت تعالیم پروتستانی پرورش دهد. او همچنین در ۱۶۷۷ دختر بزرگش ماری را به ازدواج ویلیام اورانژ که یک پروتستان بود درآورد.
با این وجود جیمز در ۱۶۷۳ و در واکنش به «فرمان آزمون» که او را مجبور به تکفیر کاتولیسیسم می‌نمود از تمامی مقام‌های خود استعفا کرد و بدین ترتیب موضع مذهبی‌اش را رسماً مشخص نمود. او همچنین به دنبال مرگ همسر اولش در همان سال با ماری مُدِنا که شاه‌دختی کاتولیک مذهب بود ازدواج کرد و باعث برانگیخته شدن احساسات عمومی شد. پس از این اتفاق سه پارلمان پیاپی از ۱۶۷۹ تا ۱۶۸۱ حکم به محرومیت جیمز از جانشینی دادند و او بیشتر این مدت را در تبعید در بروکسل و ادینبرو گذراند. جیمز در ۱۶۸۲ به انگلستان بازگشت و رهبری محافظه‌کاران آنگلیکایی را بار دیگر برعهده گرفت. بدین ترتیب قدرت او در دولت محلی دوباره تثبیت شد و تا ۱۶۸۴ نفوذ او بر سیاست کشور به بالاترین حد خود رسید.

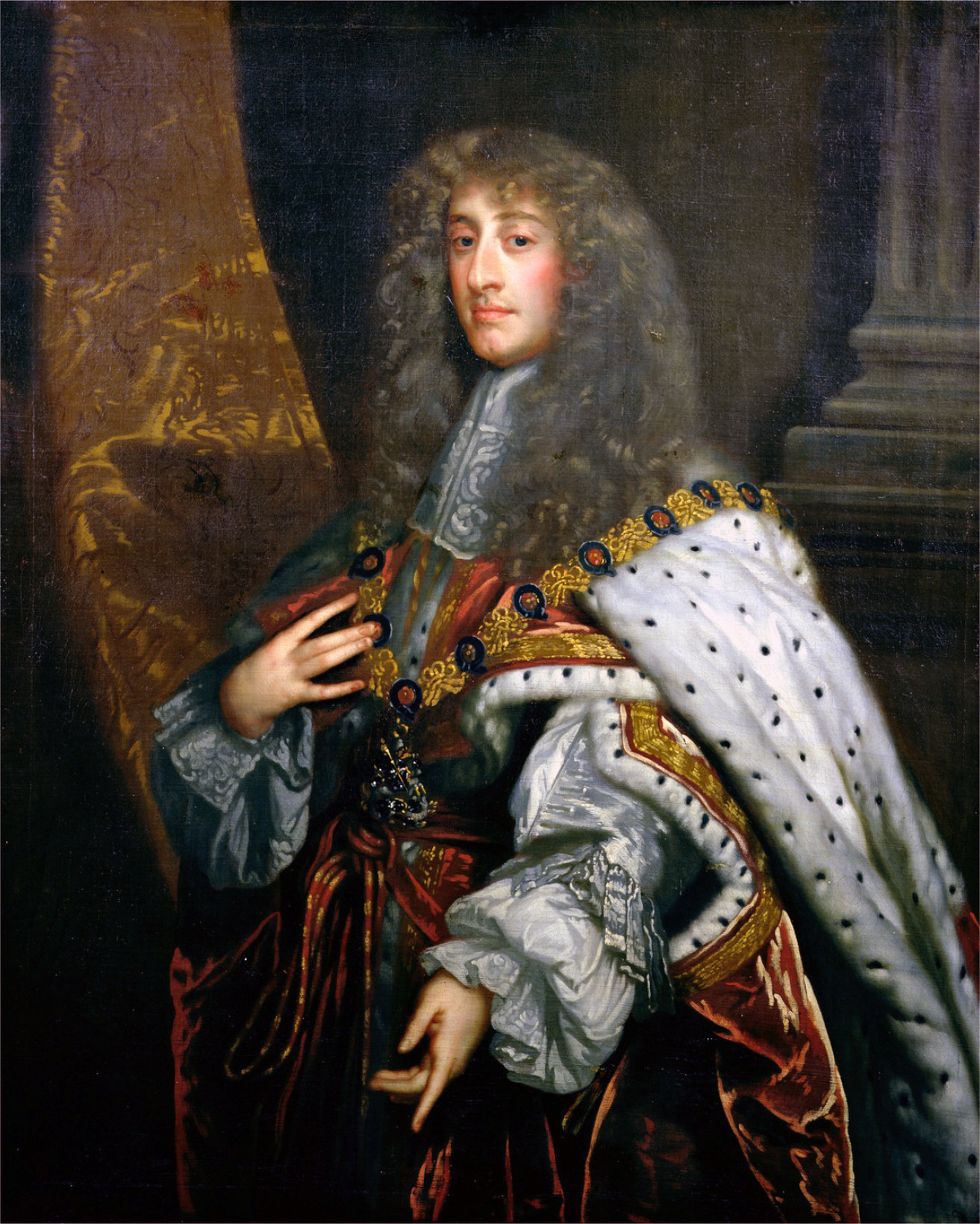
شاه جیمز دوم اثر پیتر لیلی

### رسیدن به پادشاهی
چارلز دوم در ۱۶۸۵ درگذشت و جیمز دوم در ۶ فوریه همان سال قدرت را به عنوان پادشاه جدید انگلستان در دست گرفت و پارلمان جدید نیز او را حمایت نمود. اما پس از وقوع شورش‌هایی ناموفق در تابستان ۱۶۸۵ به رهبری دوک مانماوث در انگلستان و دوک آرژیل در اسکاتلند که با وحشیگری تمام سرکوب شد، جیمز دوم که به زیردستانش اعتماد نداشت اختیارات لازم را به آن دسته از مقاماتی که کاتولیک مذهب بوده و سابقه نظامی در خارج از کشور را داشتند و مورد اعتماد بودند واگذار نمود. این موضوع باعث بروز درگیری بین شاه و پارلمان شد. همچنین شکاف ایجاد شده بین پادشاه و محافظه‌کاران آنگلیکایی که پیشتر متحد او بودند در ۱۶۸۶ به اوج خود رسید. بیشتر پست‌های سیاسی به کاتولیک مذهبان واگذار شد و آنها اجازهٔ حضور در شورای اختصاصی را یافتند.
ادامهٔ سیاست‌های جیمز به نفع کاتولیک‌ها تا آنجا خشم عمومی را برانگیخت که از ویلیام اورانژ، همسر ماری (دختر جیمز) و از پشتیبانان پروتستانیسم در اروپا خواسته شد تا علیه جیمز وارد عمل شود. در ۳۰ ژوئن ۱۶۸۸ هفت نفر از رهبران انگلیسی که از بهار ۱۶۸۷ با ویلیام اورانژ در ارتباط بودند طی نامه‌ای از او خواستند تا رهبری لشکرکشی به انگلستان را برعهده بگیرد. تا سپتامبر همان سال مشخص شد که ویلیام که تا پیش از آن درگیر جنگ با لوئی چهاردهم بود حتماً به انگلستان حمله خواهد کرد. لوئی چهاردهم به جیمز پیشنهاد کمک داد اما جیمز که از عکس‌العمل در داخل کشور بیمناک بود و درعین حال به توانایی نیروهای خود در دفع این حمله اطمینان داشت آن را رد کرد.

### حملهٔ ویلیام اورانژ به انگلستان و برکناری جیمز دوم

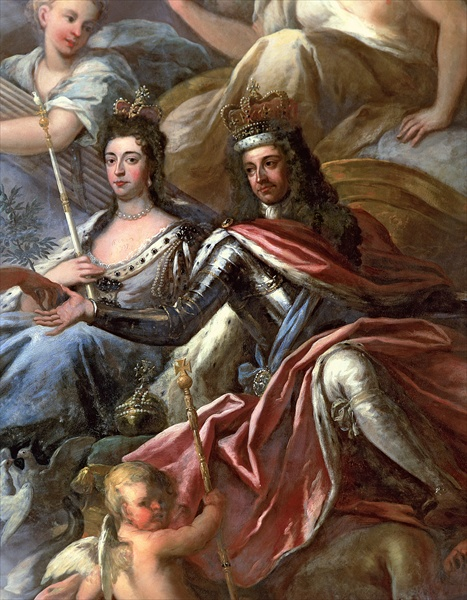
ویلیام سوم و ماری دوم

ویلیام در ۱۶۸۸ به سوی انگلستان حرکت کرد و با پشت سر گذاشتن ناوگان انگلیسی توانست در پانزدهم نوامبر در بریکسهام در خلیج تور پیاده شود. به‌دنبال پیشروی ویلیام در انگلستان تمامی صاحب‌منصبان پروتستان مذهب جیمز به او پیوستند و این تعداد آنقدر زیاد بود که جیمز جرأت فرستادن ارتشش برای مقابله با دشمن را نیافت. او پس از آنکه دخترش آن نیز او را ترک کرد و به مهاجمان پیوست تصمیم به فرار به فرانسه گرفت، اما در کنت متوقفش کردند و تنها ۱۲ روز بعد در ۲۳ دسامبر ۱۶۸۸ به او اجازهٔ رفتن داده شد.
پارلمان در ۱۲ فوریه ۱۶۸۹ پارلمان جیمز را از قدرت خلع و تاج پادشاهی را به ماری و همسرش ویلیام پیشکش نمودند و آن دو در ۱۱ آوریل ۱۶۸۹ با عنوان ویلیام سوم و ماری دوم به‌طور مشترک بر تخت نشستند.

### ناکامی در بازگشت به قدرت و مرگ
جیمز در مارس ۱۶۸۹ به ایرلند رفت و پارلمانی که به دوبلین فراخوانده شده بود او را به عنوان شاه به رسمیت شناخت. وی سپس همراه با ارتشی متشکل از نیروهای ایرلندی و فرانسوی برای بازپس‌گیری جایگاهش به انگلستان لشکر کشید اما طی نبرد بوین در ۱۱ ژوئیه ۱۶۹۰ از نیروهای ویلیام شکست خورد و به فرانسه گریخت. یک سال بعد قوای ویلیام موفق به فتح ایرلند شدند و جیمز سالخورده نتوانست هیچ یک از توانایی‌های پیشین نظامی خود را به نمایش بگذارد. با امضای معاهده ریسویک بین انگلستان و فرانسه در ۱۶۹۷ آخرین امیدهای جیمز برای بازگشتش به قدرت نیز از بین رفت و او روزبروز بیشتر خود را درگیر عباداتش نمود.
جیمز باقی عمرش را در فرانسه گذراند و در همانجا در ۱۷۰۱ درگذشت.